# Michael Kindo
Michael Kindo (* 20. Juni 1947; † 31. Dezember 2020 in Rourkela) war ein indischer Hockeyspieler.

## Karriere
Michael Kindo nahm an den Olympischen Spielen 1972 in München teil. Das Team gewann die Bronzemedaille. Kindo steuerte zu diesem Erfolg drei Tore bei. Mit der Indischen Hockeynationalmannschaft war er zwei Jahre später erneut erfolgreich und wurde in Kuala Lumpur Feldhockey-Weltmeister.
Am 31. Dezember 2020 starb er im Alter von 73 Jahren in einem Krankenhaus. Er war verheiratet und hatte einen Sohn und zwei Töchter.